# Паричеза
Паричеза (παρήχησις) је понављање истог звука у неколико речи у блиској узастопности.
Пример паричеза: „Он уважава Питијана” (πείθει τὸν Πειθίαν).” Хермогени тарса говори о паричези у свом делу На проналаску аргумената (Περι ευρεσεως). Алитерација (почетна рима) посебан је сличај паричеза.
Слична јој је парономазија.